# Pierres (Eure-et-Loir)
Pierres település Franciaországban, Eure-et-Loir megyében. Lakosainak száma 2792 fő (2022. január 1.). Pierres Villiers-le-Morhier és Nogent-le-Roi községekkel határos.

## Népesség
A település népességének változása:
| Lakosok száma | 853  | 1965 | 2398 | 2733 | 2837 | 2800 | 2783 | 2756 | 2768 | 2792 |
|               | 1968 | 1982 | 1990 | 2006 | 2013 | 2015 | 2017 | 2019 | 2020 | 2022 |